# Садреев, Данил Марселевич
Данил Марселевич Садреев (род. 7 мая 2003, Лениногорск, Татарстан) — российский прыгун с трамплина, серебряный призёр зимних Олимпийских игр 2022 года в соревнованиях среди смешанных команд.

## Спортивная карьера
Данил Садреев — победитель Кубка России — 2019. Неоднократный призёр российских соревнований. В 2021 году на Кубке мира 17-летний Садреев стал самым молодым спортсменом.
Садреев финишировал четвёртым на Зимних юношеских Олимпийских играх 2020 года, всего на 1,1 балла меньше бронзовой медали.

## Результаты

### Олимпийские игры
| Место | Год  | Место проведения | К-пойнт | Дисциплина        | Прыжок 1 | Прыжок 2 | Очки          |
| ----- | ---- | ---------------- | ------- | ----------------- | -------- | -------- | ------------- |
| 8     | 2022 | Пекин            | K-95    | Индивидуальные    | 107,5 м  | 98,0 м   | 259,4         |
| 2     | 2022 | Пекин            | K-95    | Смешанные команды | 99,5 м   | 100,5 м  | 890,3 (249,9) |
| 16    | 2022 | Пекин            | K-125   | Индивидуальные    | 134,0 м  | 133,5 м  | 259,7         |
| 7     | 2022 | Пекин            | K-125   | Команды           | 128,5 м  | 119,0 м  | 806,5 (215,8) |

### Чемпионаты мира
| Место | Год  | Место проведения | К-пойнт | Дисциплина        | Прыжок 1 | Прыжок 2 | Очки          |
| ----- | ---- | ---------------- | ------- | ----------------- | -------- | -------- | ------------- |
| 25    | 2021 | Оберстдорф       | K-95    | Индивидуальные    | 99,5     | 94,5 м   | 227,8         |
| 7     | 2021 | Оберстдорф       | K-95    | Смешанные команды | 89,5     | 95,5 м   | 805,4 (214,8) |
| 43    | 2021 | Оберстдорф       | K-120   | Индивидуальные    | 102,5 м  | –        | 64,9          |

## Награды
- Медаль ордена «За заслуги перед Отечеством» I степени (25 февраля 2022 года) — за высокие спортивные достижения, волю к победе, стойкость и целеустремлённость, проявленные на XXIIV Олимпийских зимних играх 2022 года в городе Пекине (Китайская Народная Республика)[2]
- Медаль ордена «За заслуги перед Республикой Татарстан» (2022) — за достижение высоких спортивных результатов на XXIV Олимпийских зимних играх 2022 года в городе Пекине (КНР)[3].